# Фирмо
Фирмо је насеље у Италији у округу Козенца, региону Калабрија.
Према процени из 2011. у насељу је живело 1982 становника. Насеље се налази на надморској висини од 375 м.

## Становништво
Према резултатима пописа становништва 2011. у општини је живело 2.184 становника.
| 1951. | 1961. | 1971. | 1981. | 1991. | 2001. | 2011. |
| ----- | ----- | ----- | ----- | ----- | ----- | ----- |
| 2.612 | 2.700 | 1.911 | 2.532 | 2.725 | 2.460 | 2.184 |